# Drone metal
Drone metal  (também conhecido como drone doom e power ambient) é um estilo de heavy metal que envolve o ritmo lento e o peso do doom metal com os tons de longa duração da música drone. Drone metal é, algumas vezes, associado com post-metal ou metal experimental.

## Características
Tipicamente, a guitarra elétrica  é tocada com uma grande quantidade de ressonância ou resposta de áudio enquanto que os vocais, se presentes, são usualmente guturais ou gritados. As canções frequentemente não tem batida ou ritmo  no sendo tradicional e são tipicamente bem longas. A experiência de uma performance de drone metal foi descrita como "não-muito-diferente de se ouvir um raga indiano no meio de um terremoto" pelo novelista John Wray no The New York Times. Wray também escreveu: "É difícil imaginar alguma música que seja mais pesada, ou ainda, mais lenta". Uma banda pioneira do drone metal chamada Sunn O indicou uma similaridade com a escultura sonora.

## Influências musicais
O drone metal une elementos de uma variedade de influências musicais, incluindo artistas de rock/metal como Black Sabbath, Sleep e  Swans, o feedback de pesados tons de guitarra de Neil Young e Thurston Moore, o minimalismo de compositores como Phill Niblock, Charlemagne Palestine, La Monte Young, e Tony Conrad, e as várias composições para guitarra de Rhys Chatham e Glenn Branca.

## Conexões com outras formas de arte
Stephen O'Malley, do Sunn O, colaborou em uma instalação com o artista Banks Violette, que comparou o drone metal com o trabalho de Donald Judd. Violette salienta, contudo, que drone metal é "tanto um fenômeno fisiológico como um acústico", com uma fisicalidade atendente. O'Malley também mencionou uma apreciação por Cormac McCarthy e Richard Serra. Essentialist  de Rhys Chatham inclui projeções de Robert Longo. O filme The Limits of Control de 2009  de Jim Jarmusch possui músicas de numerosas bandas de  drone metal. Jarmusch afirmou, "Eu amo esse tipo de paisagens visuais que eles criam, e eles realmente inspiraram coisas em mim para esse filme ..., porque quando eu escrevo eu ouço coisas pra me inspirar na direção do que quer que eu esteja imaginando. Boris and Sunn O))) e Earth eram realmente instrumentais para mim e entraram na minha cabeça".